# 140 î.Hr.

## Nașteri
- dată necunoscută: Tigrane al II-lea  (d. 55 î.Hr.)